# Locus amoenus

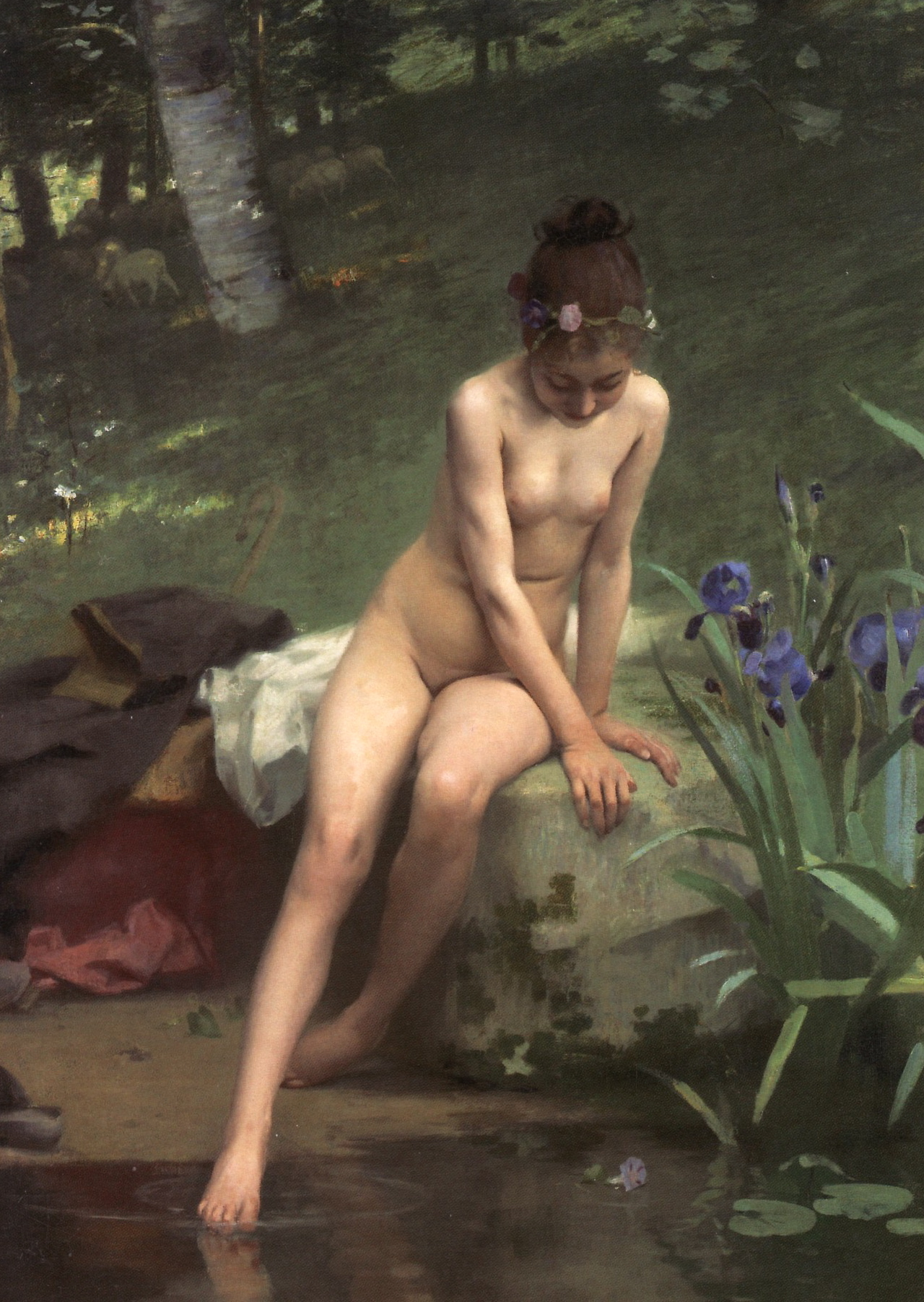
Paul Peel, The little shepherdess, 1892

Locus amoenus (en latín, "lugar idílico" o, más cercano al original, "lugar ameno") es un tópico literario o lugar común (es decir, un motivo muy repetido a lo largo de la historia de la literatura) que generalmente describe un lugar natural idealizado, paradisiaco, seguro y tranquilo, que invita a la conversación relajada, por lo que es el mejor marco ambiental para los géneros literarios que la utilizan, como el diálogo, el idilio o la égloga, o que contienen estos géneros, como la novela pastoril y, en general, toda la literatura bucólica. Su opuesto es el locus eremus (lugar yermo o desierto, propio para los penitentes, o los ascetas cristianos -eremitas, anacoretas, ermitaños-, como la Tebaida de los Padres del yermo), o el locus horridus o locus horribilis de la literatura medieval caballeresca (bosques tenebrosos, espesos, ruidosos y llenos de fieras; grutas propicias a la catábasis, infiernos como los de El Bosco o Dante Alighieri), o del Romanticismo (paisajes correspondientes a la estética de lo sublime: altos o profundos, noches ventosas y oscuras sin luna, cementerios, tormentas, ruinas, brumas, huracanes, páramos desiertos).
Según Ernst Robert Curtius, un locus amoenus consta de tres elementos: sombra de árboles, prado y agua (en forma de fuente, río, remanso, lago); si falta alguno de estos elementos, el tópico no existe. Por eso es usualmente un terreno bello, sombreado, de bosque abierto, a veces con connotaciones de Edén. Significa lugar apartado del ruido, las tentaciones... 'amoenus' es un adjetivo latino que significa “ameno, agradable, delicioso, encantador”. Así pues, la traducción literal de locus amoenus sería “lugar ameno o bonito”. Pero cuando hablamos de dicho concepto nos referimos a un tópico de la literatura clásica latina, utilizado especialmente durante las épocas medieval y renacentista (aunque, como veremos, ha estado presente en la literatura posterior), que podemos entender mejor acudiendo a la definición de Ángel González, que explicaba el tópico de ‘locus amoenus’ como un “lugar propicio para el amor”, para el disfrute, para el gozo.
La literatura usa de este tipo de lugares imaginarios, en la occidental al menos, desde Homero, y se convierte en elemento de primera necesidad en obras pastoriles de poetas griegos como Teócrito (los Idilios, en concreto, pronto imitados por Mosco de Siracusa y Bion de Esmirna) y Virgilio (Églogas o Bucólicas). Horacio (en su Ars poetica, 17), y los comentadores de Virgilio, como Servio, reconocen que las descripciones de los loci amoeni se han convertido en un retórico lugar común.
En Las metamorfosis de Ovidio, la función del locus amoenus se invierte. En vez de ofrecer un respiro al peligro, es de por sí usualmente la escena de violentos encuentros.
En la Edad Media también es frecuente su mención. En los Milagros de Nuestra Señora de Gonzalo de Berceo se describe un maravilloso prado lleno de fuentes y verdor, que luego resulta tener una lectura alegórica. Es uno de los ejemplos más notables de este concepto en la literatura española. En Beowulf, la localidad de Heorot es un locus amoenus hasta que la ataca el dragón Grendel.
En el Decamerón de Giovanni Boccaccio, el jardín en el que los diez narradores cuentan sus historias es un paisaje idealizado.
En las obras de William Shakespeare, el locus amoenus es el espacio que se encuentra fuera de los límites de la ciudad. Es allí donde las pasiones eróticas pueden ser libremente exploradas, fuera de la civilización y de esta manera, ocultos del orden social que tiende a suprimir y regular el comportamiento sexual. Es misterioso y oscuro, un lugar femenino, opuesto a la rígida estructura civil masculina. Se pueden encontrar ejemplos en Sueño de una noche de verano, Como gustéis o Tito Andrónico.